# Knucklehead - Testa di cavolo
Knucklehead - Testa di cavolo (Knucklehead) è un film del 2010 diretto da Michael Watkins con il wrestler professionista della WWE Big Show nel suo primo ruolo cinematografico da protagonista. Gli altri attori principali sono Mark Feuerstein, Melora Hardin e Dennis Farina. Negli Stati Uniti, il film è uscito al cinema il 22 ottobre 2010. Il DVD del film viene successivamente commercializzato il 9 novembre 2010 negli Stati Uniti e il 2 novembre 2010 in Francia.

## Trama
Un giorno l'imponente Walter Krunk dà fuoco inavvertitamente all'orfanotrofio dove era stato cresciuto, il St. Thomas. A questo punto la scuola ha un disperato bisogno di denaro, finché Eddie capisce che Walter, vista la sua stazza, potrebbe sfondare nel mondo del wrestling. L'unico problema è che Walter non ha mai fatto male a una mosca.

## Produzione
Testa di cavolo è il secondo film indipendente prodotto dal WWE Studios (il primo è stato Legendary con John Cena), in collaborazione con Samuel Goldwyn Films. Il film è stato girato a New Orleans, Louisiana, negli Stati Uniti, e fu concluso il 9 novembre 2009.

## Accoglienza
Il film è stato molto criticato. Slant Magazine gli assegna solo una mezza stella su quattro. About.com assegna 2 stelle su 5 stelle. Film Journal International considera il film una "commedia noiosa", mentre il New York Times considera il film "mediocre"".